# Windows 95
Windows 95 (versie 4.00.0950) is de eerste 32 bitconsumentenversie van Microsofts besturingssysteem Windows. Het werd op 24 augustus 1995 uitgebracht, ondersteund door een reclamecampagne, die ertoe leidde dat klanten in rijen de nacht doorbrachten voor de winkels waar Windows 95 werd verkocht. Met Windows 95 werden de startknop en taakbalk geïntroduceerd. De startknop werd in de reclamecampagne gebruikt om aan te geven dat het opstarten van programma's nu gemakkelijker was. Daarom werd de song Start me up van de Rolling Stones gebruikt.
Windows 95 bracht vele verfijningen en uitwerkingen aan Microsofts besturingssysteem, zoals verbeterde multitasking en lange bestandsnamen. Wellicht de grootste verbetering was de integratie van MS-DOS, waardoor Windows 95 een onafhankelijk besturingssysteem geworden was.
Windows 95 werd ontwikkeld onder de codenaam Chicago. Het oorspronkelijke doel was Windows 95 al eerder (voor 1994) uit te brengen, intern bij Microsoft ging Windows 95 daarom door het leven als Windows '94 Dat doel werd niet gehaald, wat later leidde tot de uiteindelijke naam Windows 95.
Over de steeds verder vooruitschuivende einddatum van Windows 95 zei ex-Microsoftprogrammeur Marlin Eller: "Om een nieuwe datum van uitkomst te bedenken, gebruikten ze [het ontwikkelingsteam] historische gegevens en vulden het wat op. Uiteindelijk kwamen ze op 24 augustus 1995, een volle zeven maanden later".
De laatste versies van Windows 95 hadden ondersteuning voor USB. Dat kon in de praktijk echter nauwelijks gebruikt worden, omdat programma's en drivers van apparatuur er geen rekening mee hielden dat Windows 95 ook USB zou ondersteunen.

## Bureaublad

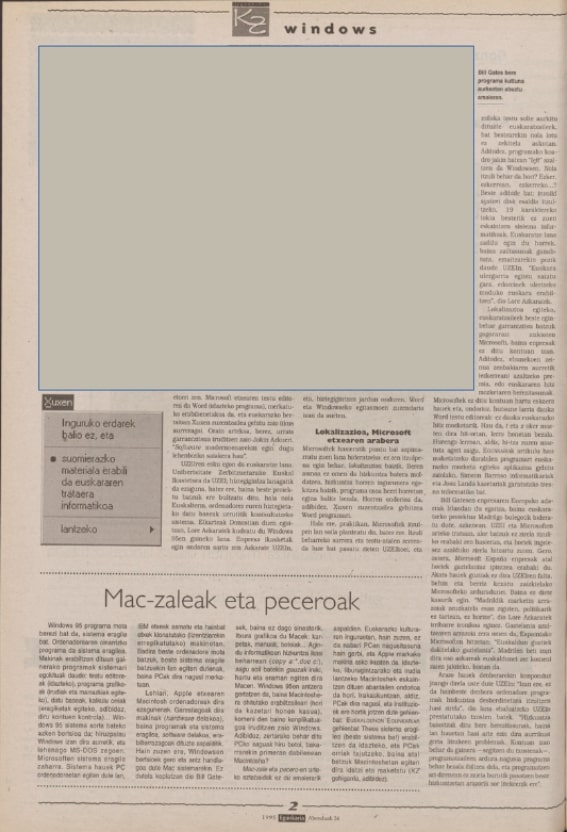
Artikel over Bill Gates in 1995 in een Baskische krant

Het bureaublad werd nu gebruikt, terwijl dat bij Windows 3.1 nog slechts de achtergrond was. Het bureaublad had een groenblauwe achtergrondkleur.

De eerste versies van Windows 95 hadden een icoon voor "Deze computer", "Prullenbak" en het netwerk.
De gebruiker had geen vaste plaats om de bestanden neer te zetten. Daarom kwam er later de map "Mijn documenten" bij.
Het idee achter het bureaublad was om een kantooromgeving na te bootsen. Als een brief in de prullenbak werd gegooid, leek dat enigszins op hoe dat in het echt gaat. Het was ook de bedoeling om een icoon van een printer op het scherm te zetten. Een brief afdrukken was dan mogelijk door het bestand van de brief naar het printer-icoon te verslepen.
Ruim 6 jaar later heeft Microsoft dit idee verlaten met Windows XP en de opvolgende versies. Daar is de standaardinstelling zonder "Deze computer" en zonder de eigen map. Toch kan nog steeds een icoon voor "Deze computer" en een map voor de eigen documenten op het scherm geplaatst worden.

## Einde
De ondersteuning voor Windows 95 werd beëindigd per 31 december 2001. Windows 95 werd op 25 juni 1998 opgevolgd door Windows 98, een verbeterde én stabielere versie, gebaseerd op Windows 95. Nieuwigheden waren o.a. een geïntegreerde AGP-ondersteuning, functionele USB-stuurprogramma's, ondersteuning voor meerdere beeldschermen en de integratie van de webbrowser Internet Explorer.

## Versies
| Versie                  | Versienummer               | Uitgiftedatum    | Internet Explorer | USB | FAT32 | UDMA | AGP | MMX | P6  | DirectX | Infraroodpoort | MS-DOS | DriveSpace |
| ----------------------- | -------------------------- | ---------------- | ----------------- | --- | ----- | ---- | --- | --- | --- | ------- | -------------- | ------ | ---------- |
| Windows 95 Retail       | 4.00.950                   | 24 augustus 1995 | Nee               | Nee | Nee   | Nee  | Nee | Nee | Nee | Nee     | Nee            | 7.0    | 2.0        |
| Windows 95 Retail SP1   | 4.00.950a                  | 31 december 1995 | Nee               | Nee | Nee   | Nee  | Nee | Nee | Nee | Nee     | Ja             | 7.0    | 2.0        |
| OEM Service Release 1   | 4.00.950A                  | 1996             | 2.0               | Nee | Nee   | Nee  | Nee | Nee | Nee | Nee     | Ja             | 7.0    | 2.0        |
| OEM Service Release 2   | 4.00.950B (4.00.1111)      | 1996             | 3.0               | Nee | Ja    | Ja   | Nee | Ja  | Nee | 2.0a    | Ja             | 7.1    | 3.0        |
| OEM Service Release 2.1 | 4.00.950B (4.03.1212-1214) | 1996             | 3.0               | Ja  | Ja    | Ja   | Nee | Ja  | Nee | 2.0a    | Ja             | 7.1    | 3.0        |
| OEM Service Release 2.5 | 4.00.950C (4.03.1214)      | 1997             | 4.0               | Ja  | Ja    | Ja   | Ja  | Ja  | Ja  | 5.0     | Ja             | 7.1    | 3.0        |

## Opstartgeluid
In 1994 werd componist Brian Eno benaderd door ontwerpers Mark Malamud en Erik Gavriluk om muziek te componeren voor het Windows 95-project. Eno bedacht 84 stukken, en het resultaat is bekend als het zes seconden durende opstartgeluid van het Windows 95-besturingssysteem.
Het geluid is officieel als cultureel erfgoed opgenomen in de National Recording Registry van de Library of Congress in de Verenigde Staten.